# Sinapidendron angustifolium
Sinapidendron angustifolium är en korsblommig växtart som först beskrevs av Dc., och fick sitt nu gällande namn av Richard Thomas. Lowe. Sinapidendron angustifolium ingår i släktet Sinapidendron och familjen korsblommiga växter. IUCN kategoriserar arten globalt som akut hotad. Inga underarter finns listade i Catalogue of Life.

## Bildgalleri

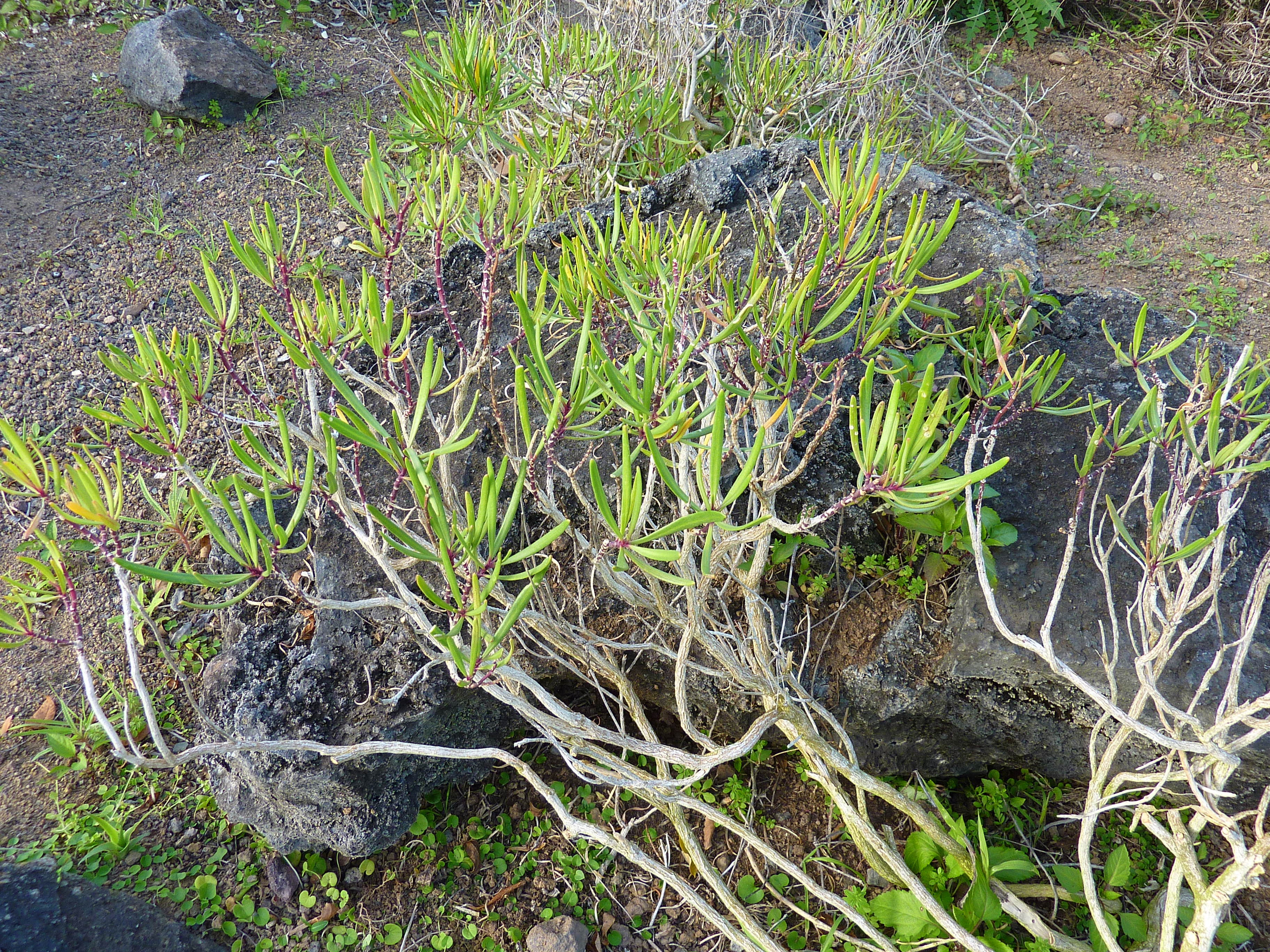